# Górczyn, Tỉnh West Pomeranian
Górczyn [ˈɡurt͡ʂɨn] (tiếng Đức Gehege) là một ngôi làng thuộc khu hành chính của Gmina Trzcińsko-Zdrój, thuộc quận Gryfino, Tây Pomeranian Voivodeship, ở phía tây bắc Ba Lan. Nó nằm khoảng 6 kilômét (4 mi) về phía tây nam của Trzcińsko-Zdrój, 37 km (23 mi) phía nam Gryfino và 55 km (34 mi) phía nam thủ đô khu vực Szczecin.
Trước năm 1945, khu vực này là một phần của Đức. Đối với lịch sử của khu vực, xem Lịch sử của Pomerania.